# 下陶恩
下陶恩是奥地利萨尔茨堡州蓬高地区圣约翰县的一个市镇。总面积71.7平方公里，总人口453人，人口密度6.3人/平方公里（2001年）。